# Sinincay
Sinincay ist ein Vorort der Provinzhauptstadt Cuenca sowie eine Parroquia rural („ländliches Kirchspiel“) im Kanton Cuenca der ecuadorianischen Provinz Azuay. Die Parroquia besitzt eine Fläche von 24,66 km². Die Einwohnerzahl betrug im Jahr 2010 15.859. Im Jahr 2020 lag sie bei etwa 18.000. Die Parroquia wurde am 5. Februar 1853 gegründet.

## Lage
Die Parroquia Sinincay liegt in den Anden und umfasst die nordwestlichen Vororte im Ballungsraum von Cuenca. Entlang der nördlichen Verwaltungsgrenze fließt der Río Culebrillas, ein rechter Nebenfluss des Río Machángara, nach Südosten. Das 2680 m hoch gelegene Verwaltungszentrum von Sinincay befindet sich 5 km nördlich vom Stadtzentrum von Cuenca.
Die Parroquia Sinincay grenzt im Norden und im Nordosten an die Parroquia Chiquintad, im Südosten an die Parroquia urbana Hermano Miguel, im Süden an die Parroquia urbanas El Vecino 
und Bellavista, im Südwesten an die Parroquia urbana San Sebastián sowie im Nordwesten an die Parroquia Sayausí.

## Persönlichkeiten
- Francisco Bravo (1934–2002), Theologe, Philosoph, Philosophiehistoriker und Hochschullehrer